# ريك أليسون
ريك أليسون هو مغن مؤلف بلجيكي، ولد في 17 يوليو 1964 في بروكسل في بلجيكا.

## وصلات خارجية
- ريك أليسون على موقع IMDb (الإنجليزية)
- ريك أليسون على موقع ميوزك برينز (الإنجليزية)
- ريك أليسون على موقع أول ميوزيك (الإنجليزية)
- ريك أليسون على موقع ديسكوغز (الإنجليزية)
- ريك أليسون على موقع ديسكوغز (الإنجليزية)